# Łomci
Łomci (bułg. Ломци) – wieś w Bułgarii, w obwodzie Tyrgowiszte, w gminie Popowo. W 2024 roku liczyła 835 mieszkańców.